# Melkcentrale Paramaribo
De Melkcentrale Paramaribo NV (MCP) is een zuivelbedrijf in Suriname. Het was een overheidsbedrijf en functioneert anno 2010 als een semi-overheidsbedrijf.
De melkcentrale werd op 25 oktober 1960 opgeleverd en had toen rond een miljoen gulden gekost. Het was een project waarover veertig jaar eerder al werd gesproken. De melkcentrale produceert zuivelproducten op basis van lokale melk en geïmporteerde melkpoeder.
Het was in de 20e eeuw decennialang het belangrijkste zuivelbedrijf in Suriname en beschikte nagenoeg over een monopoliepositie. Nog voordat de centrale eind november 1960 in bedrijf was, werd door boeren geprotesteerd tegen de melkprijs die door de centrale werd geboden. Die bedroeg tussen de 19 en 22 cent. De boeren ontvingen toen nog een prijs van 30 tot 35 cent, terwijl zij daar alle kosten zelf van droegen.
In het eerste decennium van de 21e eeuw traden twee commerciële bedrijven tot de zuivelmarkt toe.